# Lockwood (Missouri)
Lockwood è un comune degli Stati Uniti d'America, situato nello Stato del Missouri, nella contea di Dade.